# Effetto Yarkovsky
In astronomia l'effetto Yarkovsky è una variazione, da lungo tempo ipotizzata, indotta dalla radiazione solare sull'orbita degli asteroidi; questa spinta è misurabile col radar. L'effetto viene prodotto nel momento in cui gli asteroidi assorbono energia dal Sole e la re-irradiano nello spazio come calore.
L'effetto è così chiamato in onore dell'ingegnere civile Ivan Osipovič Jarkovskij (1844-1902) che lo ipotizzò per primo in un suo studio del 1900. Il suo lavoro sarebbe stato dimenticato se non fosse stato letto nel 1909 dall'astronomo estone Ernst J. Öpik (1893–1985), che alcuni anni più tardi discusse la possibile importanza dell'effetto sul movimento dei meteoroidi nel Sistema solare.
Questo fenomeno è stato misurato per la prima volta sull'asteroide 6489 Golevka, relativamente piccolo rispetto alla media degli asteroidi vicini alla Terra. È infatti largo appena mezzo chilometro, anche se ha una massa di oltre 200 milioni di tonnellate. Tuttavia è ben noto agli astronomi, che l'hanno studiato tramite osservazioni condotte al Jet Propulsion Laboratory (JPL) della NASA nel 1991, nel 1995 e nel 1999.
La formula matematica che descrive la forza dovuta all'effetto Yarkovsky è la seguente:
{\displaystyle F_{Y}={\frac {8\pi }{3c}}s^{2}\sigma T^{4}{\frac {\Delta T}{T}}cos\zeta }
dove s è il raggio fisico del meteoroide, σ la costante di Stefan-Boltzmann, T la temperatura media, ∆T la differenza di temperatura tra le due facce del meteoroide e ζ l'angolo tra l'asse di rotazione e la direzione normale all'orbita.

## Meccanismo di funzionamento
L'idea che ha ispirato la scoperta dell'Effetto Yarkovsky si basa sulla nozione che la superficie illuminata degli asteroidi, quella in cui è giorno, viene riscaldata dal Sole e si raffredda durante la notte quando non è esposta ai raggi solari. A causa di questo fenomeno gli asteroidi tendono ad emettere una maggiore quantità di calore dalla zona superficiale che si trova a "pomeriggio". Praticamente la parte più calda dell'oggetto cosmico irradia maggiore energia rispetto alla parte più fredda. Una situazione del tutto analoga si osserva ad esempio anche sulla Terra dove le temperature che si registrano durante il tramonto sono superiori a quelle che si hanno all'alba. Questo effetto di riscaldamento diurno è la componente dominante per oggetti con diametro superiore a 100 m.
La differenza dell'emissione di radiazione induce una forza che agisce sul meteoroide in una particolare direzione che dipende dall'orientamento dell'asse di rotazione e dal senso di rotazione. Queste quantità sono del tutto casuali.
Su un corpo sufficientemente piccolo questa spinta ha direzione opposta a quella dell'emissione termica e provoca una leggera accelerazione che finora non si era mai riusciti a misurare. La quantità di forza rilasciata è incredibilmente piccola, soprattutto considerando la massa complessiva degli asteroidi, ma nei 12 anni di osservazioni condotte su Golevka la piccola forza osservata ha causato una deviazione di 15 chilometri. Applicando la stessa forza per decine di milioni di anni l'effetto sull'orbita dell'asteroide è immenso, tanto che asteroidi che oggi orbitano fra Marte e Giove potrebbero diventare asteroidi vicini alla Terra.
Recentemente l'effetto sopra descritto viene indicato con il nome di effetto Yarkovsky diurno, per distinguerlo dall'effetto Yarkovsky stagionale scoperto da Rubincam e Farinella nel 1998. Questa forza dipende dall'inclinazione dell'asse di rotazione del meteoroide. Così come avviene sulla Terra, dove l'avvicendarsi delle stagioni è dettato dall'angolo che l'asse di rotazione forma con il piano di rivoluzione, per considerevoli intervalli di tempo uno degli emisferi del meteoroide risulta maggiormente esposto alla radiazione solare. Il calore accumulato durante questa fase viene re-irradiato dall'emisfero "estivo", spingendo l'oggetto tanto più intensamente quanto maggiore è l'area riscaldata.
L'effetto interessa maggiormente meteoroidi di dimensioni inferiori ai cento metri, perché in queste condizioni la spinta impressa dall'effetto stagionale è più intensa della forza attribuita all'Effetto Yarkovsky diurno. L'intensità non dipende dal moto di rotazione, ma dalla capacità termica del materiale di cui sono composti i meteoroidi e dalla loro albedo.
Nel 2000 è stato proposta un'estensione dell'effetto Yarkovsky chiamata effetto YORP che ha trovato una dimostrazione sperimentale nel 2007.